# Bandera d'Estamariu
La bandera oficial d'Estamariu (Alt Urgell) té la següent descripció:
| « | Bandera apaïsada, de proporcions dos d'alt per tres d'ample, negra, amb un lleó groc al centre d'alçada 4/6 de la del drap. | » |

Va ser aprovada el 8 de juny de 1995 i publicada al DOGC núm. 2066 el 23 de juny del mateix any. Està basada en l'escut de la localitat.